# Brayelin Martínez

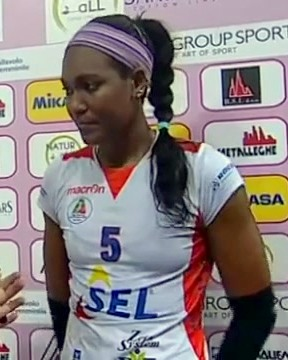
Brayelin Martínez zawodniczką Volksbank Südtirol Bolzano

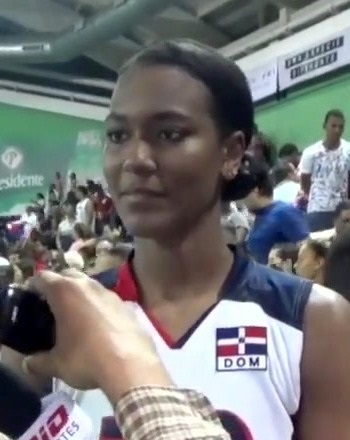
Brayelin Martínez reprezentantką Dominikany w 2016 roku

Brayelin Elizabeth Martínez (ur. 11 września 1996 w Santo Domingo) – dominikańska siatkarka grająca na pozycji atakującej i przyjmującej. 
Jej młodszą siostrą jest Jineiry Martínez, która również jest siatkarką.

## Sukcesy klubowe
Puchar CEV:
- 2017

Puchar Challenge:
- 2019

Superpuchar Brazylii:
- 2019, 2020, 2021

Klubowe Mistrzostwa Ameryki Południowej:
- 2021, 2023[2]
- 2020, 2022[3]

Mistrzostwo Brazylii:
- 2023[4]
- 2021, 2022[5]

## Sukcesy reprezentacyjne
Mistrzostwa Ameryki Północnej, Środkowej i Karaibów Kadetek:
- 2012

Mistrzostwa Ameryki Północnej, Środkowej i Karaibów Juniorek:
- 2012

Puchar Panamerykański:
- 2014, 2016, 2021
- 2013, 2015, 2017, 2018, 2019

Mistrzostwa Świata U-23:
- 2013
- 2015

Mistrzostwa Ameryki Północnej, Środkowej i Karaibów:
- 2019, 2021, 2023[6]
- 2013, 2015

Puchar Panamerykański U-23:
- 2014, 2016, 2018

Igrzyska Panamerykańskie:
- 2019, 2023[7]
- 2015

Mistrzostwa Świata Juniorek:
- 2015

## Nagrody indywidualne
- 2012: Najlepsza atakująca Mistrzostw Ameryki Północnej, Środkowej i Karaibów Juniorek
- 2013: Najlepsza przyjmująca Mistrzostw Świata U-23
- 2014: MVP, najlepsza punktująca i przyjmująca Pucharu Panamerykańskiego U-23
- 2015: Najlepsza przyjmująca Mistrzostw Świata U-23
- 2015: MVP i najlepsza przyjmująca Mistrzostw Świata Juniorek
- 2016: MVP i najlepsza przyjmująca Pucharu Panamerykańskiego
- 2016: MVP i najlepsza przyjmująca Pucharu Panamerykańskiego U-23
- 2018: Najlepsza przyjmująca Pucharu Panamerykańskiego
- 2019: Najlepsza przyjmująca Pucharu Panamerykańskiego
- 2019: Najlepsza przyjmująca Igrzysk Panamerykańskich
- 2019: MVP Mistrzostw Ameryki Północnej, Środkowej i Karaibów
- 2020: Najlepsza atakująca Klubowych Mistrzostw Ameryki Południowej
- 2023: MVP i najlepsza przyjmująca Klubowych Mistrzostw Ameryki Południowej[8]
- 2023: Najlepsza przyjmująca Igrzysk Panamerykańskich[9]